# دوغلاس بوستوك
دوغلاس بوستوك (بالإنجليزية: Douglas Bostock)‏ هو موزع بريطاني، ولد في 1955.

## وصلات خارجية
- الموقع الرسمي
- دوغلاس بوستوك على موقع ميوزك برينز (الإنجليزية)
- دوغلاس بوستوك على موقع أول ميوزيك (الإنجليزية)
- دوغلاس بوستوك على موقع ديسكوغز (الإنجليزية)